# Hønefoss BK
Hønefoss BK är en fotbollsklubb i Norge som bildades genom en sammanslagning av IF Liv, Fossekallen IF och Hønefoss AIL. Fossekallen IF slogs samman med Hønefoss AIL 1940, vilken 1987 slogs samman med IF liv. Klubben kallades då först "Liv/Fossekallen", från 1997 "L/F Hønefoss" och från 2002 "Hønefoss BK".
Klubben spelar sina hemmamatcher på AKA arena, färdig 2009. Supporterklubben heter Fosseberget.
Klubben kvalificerade sig 2009 för spel i Tippeligaen 2010. Det var första gången klubben spelade i den översta divisionen.
2013 blev klubben nedflyttad till division 1 efter att ha spelat två säsonger i Tippeligaen. 
Flest spelade matcher: Frode Lafton, slutade på 523 matcher (472 serie, 46 cup och 5 kvalmatcher).   
Flest gjorda mål: Kamal Saaliti med 66 seriemål, 11 i cupen. Totalt 77 mål.  

## Meriter
- 4:e plats i division 1 (2002, 2005 og 2006)
- Semifinal i cupen (2005)
- 2:a plats i division 1 (2009)

## Spelare

### Spelartruppen 2016
Uppdaterad 22 februari 2016
| Nr | Land            | Pos | Namn             |
| -- | --------------- | --- | ---------------- |
| 4  | Norge           | F   | Sigurd Svendsen  |
| 10 | Elfenbenskusten | A   | Kevin Beugre     |
| 11 | Norge           | A   | Øyvind Hoås      |
| 14 | USA             | MF  | Bobby Warshaw    |
| 15 | Senegal         | A   | Ibrahima Dramé   |
| 16 | Norge           | MF  | Martin Thomassen |
| 17 | Norge           | A   | Ole Berget       |
| 20 | Senegal         | F   | Abdoulaye Seck   |
| 22 | Albanien        | F   | Durim Muqkurtaj  |
| 34 | Norge           | F   | Kristoffer Hay   |

| Nr | Land      | Pos | Namn                |
| -- | --------- | --- | ------------------- |
|    | Frankrike | MV  | Kris Devaux         |
|    | Norge     | F   | Edo Čolić           |
|    | Norge     | F   | Christoffer Dalen   |
|    | Norge     | F   | Trace Murray        |
|    | Norge     | F   | Joakim Mohn Rishovd |
|    | Norge     | MF  | Espen Berntsen      |
|    | Albanien  | MF  | Kujtim Ismajli      |
|    | Norge     | MF  | Magnus Johannessen  |
|    | Norge     | MF  | Lennart Steffensen  |
|    | Danmark   | A   | Sami Kamel          |

### Fotnoter
1. ↑  ”Hønefoss Ballklubb” (på norska). Store norske lekskikon. https://snl.no/H%C3%B8nefoss_Ballklubb. Läst 29 september 2017.